# Arrancy-sur-Crusnes
Arrancy-sur-Crusnes, voor 2022 Arrancy-sur-Crusne, is een gemeente in het Franse departement Meuse (regio Grand Est) en telt 383 inwoners (2005).
De gemeente maakt deel uit van het kanton Bouligny in het arrondissement Verdun. Voor maart 2015 was het deel van het kanton Spincourt, dat toen werd opgeheven.

## Geografie
De oppervlakte van Arrancy-sur-Crusnes bedraagt 20,3 km², de bevolkingsdichtheid is 18,9 inwoners per km².
Arrancy ligt, zoals de naam al suggereert, aan de Crusnes.
De onderstaande kaart toont de ligging van Arrancy-sur-Crusnes met de belangrijkste infrastructuur en aangrenzende gemeenten.

## Demografie
Onderstaande figuur toont het verloop van het inwonertal (bron: INSEE-tellingen).

Amel-sur-l'Étang · Arrancy-sur-Crusnes · Billy-sous-Mangiennes · Bouligny · Dommary-Baroncourt · Domremy-la-Canne · Duzey · Éton · Foameix-Ornel · Gouraincourt · Lanhères · Loison · Mangiennes · Morgemoulin · Muzeray · Nouillonpont · Pillon · Rouvres-en-Woëvre · Rouvrois-sur-Othain · Saint-Laurent-sur-Othain · Saint-Pierrevillers · Senon · Sorbey · Spincourt · Vaudoncourt · Villers-lès-Mangiennes